# Traça italiana

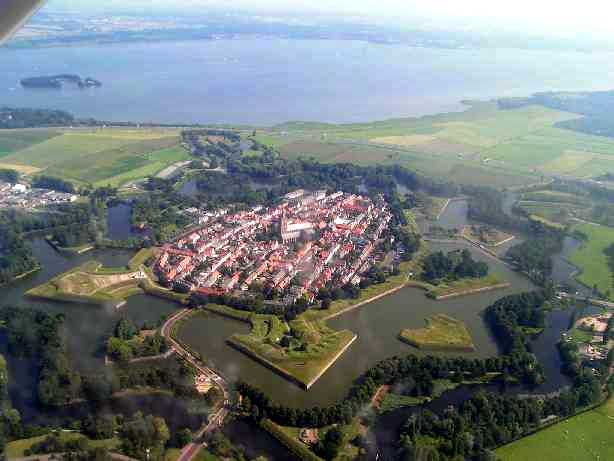
Naarden als Països Baixos conserva les fortificacions, construïdes seguint el disseny de la traça italiana.

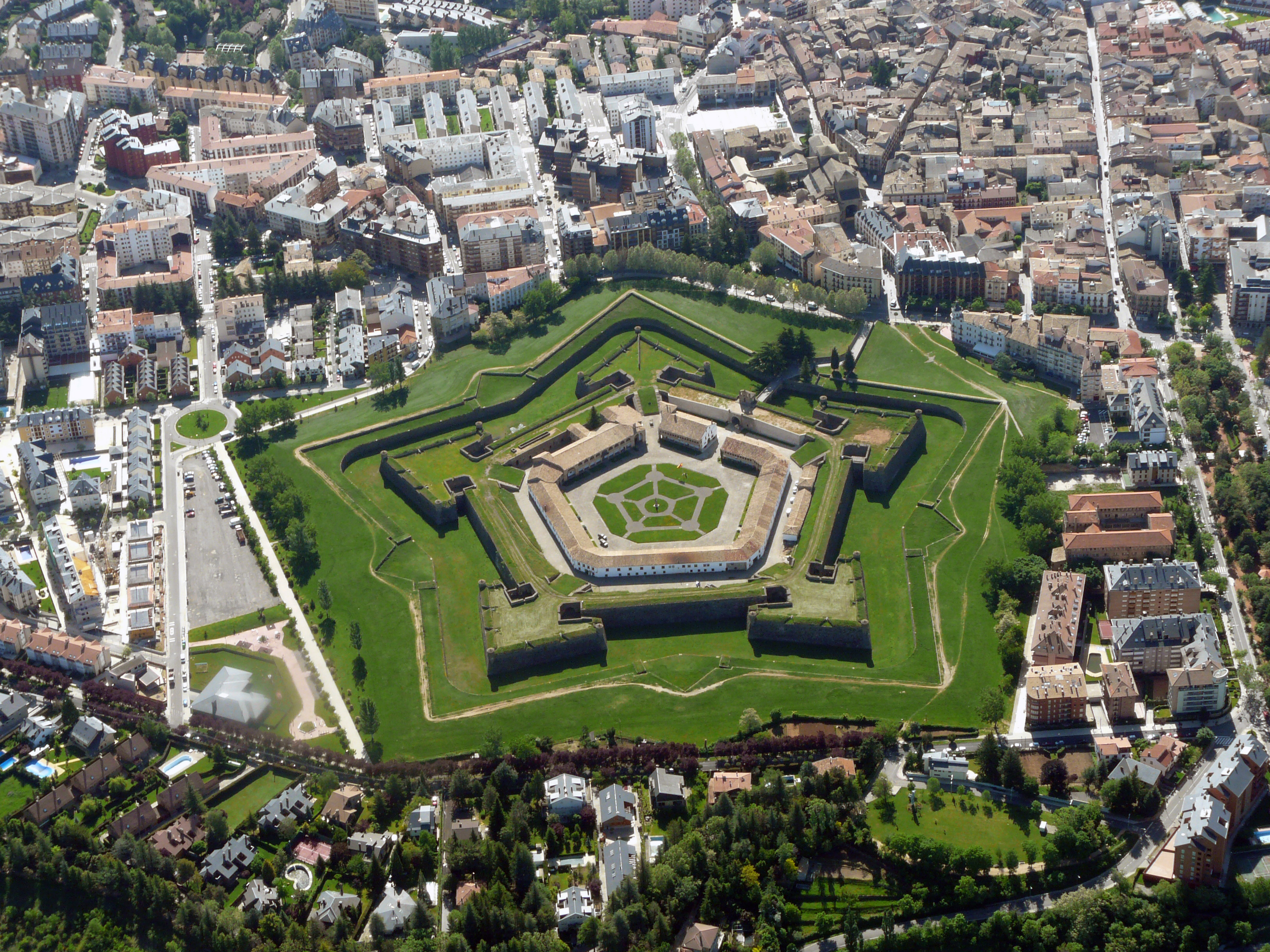
Ciutadella de Jaca

La traça italiana és un estil de fortificació desenvolupat a la península Itàlica a la fi del segle xv i principi del xvi en resposta a l'intent d'invasió francesa de la península. L'exèrcit francès estava equipat amb nous canons capaços de destruir fàcilment les fortificacions medievals, castells amb alts murs que eren un objectiu fàcil per a l'artilleria. Per contrarestar el poder de les noves armes, els murs defensius de les fortificacions es van fer més baixos i amples, construïts generalment amb pedra i sorra que absorbia millor l'impacte dels projectils llançats pels canons. Un altre canvi important en el disseny va ser l'aparició dels bastions i revellins, que van caracteritzar a aquest nou tipus de fortaleses. Per millorar la defensa, els bastions oferien la possibilitat d'efectuar un foc creuat sobre els atacants. Es van construir glacis, terraplens amb un pendent suau construït a la part més exterior de la fortificació envoltant-la totalment, i finalment un fossat, que podia estar ple d'aigua per evitar el minat de la muralla. El resultat va ser el desenvolupament de les fortaleses en forma d'estrella.
Per poder prendre mitjançant un assalt aquest tipus de fortificacions, era necessari establir un lloc que les privés d'ajuda de l'exterior i situar una bateria de canons que, després de diversos milers de trets, obrís una bretxa en el mur que permetés l'assalt de la infanteria. La necessitat de bloquejar aquestes fortaleses, de vegades durant un any, requeria un elevat nombre de soldats i feia augmentar de forma espectacular el cost de la guerra, de manera que només els grans estats de l'època podien permetre assetjar una ciutat protegida amb aquest tipus de fortificació.
Aquest tipus de disseny va sortir d'Itàlia entre els anys 1530 i 1540 i va ser àmpliament utilitzat per tot Europa durant els següents tres-cents anys, especialment al nord del Regne de França i en els Països Baixos a causa de les guerres entre França i Espanya i entre Espanya i les Províncies Unides.
A finals del segle xvii, els arquitectes Sébastien Le Prestre de Vauban i Menno van Coehoorn van portar el disseny d'aquest tipus de fortificacions a l'extrem amb ciutadelles pentagonals plenes de bastions, revellins, reductes i fossats.

## Construcció

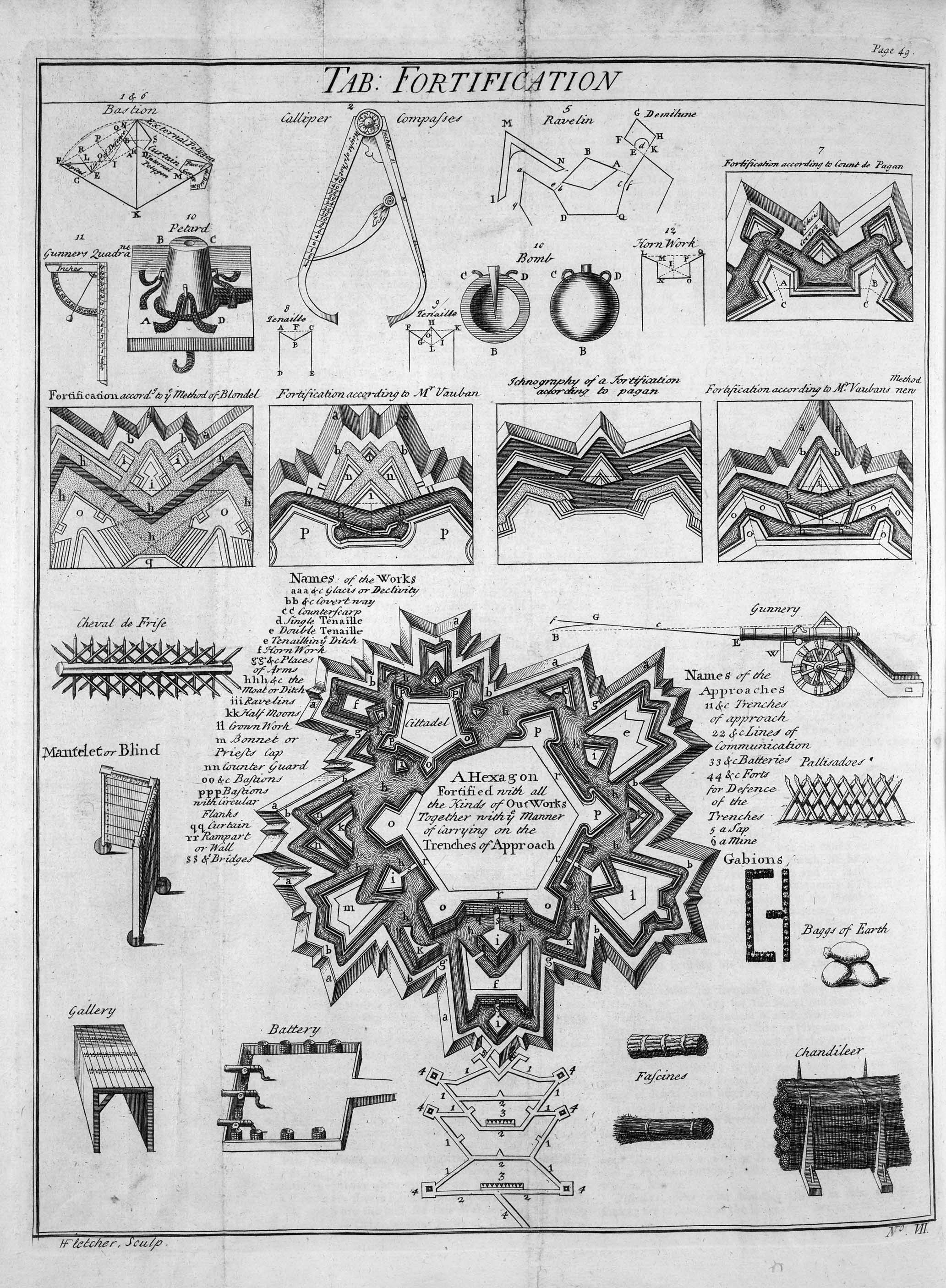
taula de fortificació, Cyclopaedia de 1728.

A causa del gran cost, aquestes noves fortificacions s'improvisaven sovint a partir de les defenses anteriors. Les muralles medievals es rebaixaven en alçada i es cavava una rasa al voltant d'elles. La terra extreta en l'excavació s'acumulava darrere de les muralles per crear una estructura sòlida. Mentre que les fortaleses construïdes especialment tenien una imposta de maó, a causa de la capacitat d'aquest material per absorbir els cops del foc d'artilleria, moltes defenses improvisades retallaven costos obviant aquest pas i, en el seu lloc, acumulaven més terra. Un altre exemple d'improvisacions consistia a rebaixar les torres medievals rodones i que es van farcir- per a enfortir-ne l'estructura.
Sovint era també necessari eixamplar i fer més profunda la rasa que envoltava a les muralles per crear una barrera més efectiva contra els assalts i atacs amb explosius. Els enginyers de la dècada del 1520 construïen enormes terraplens, en lleugera pendent, anomenats glacis, davant de les rases, perquè les muralles estiguessin gairebé totalment ocultes al foc horitzontal d'artilleria. El principal benefici dels glacis era impedir que l'artilleria enemiga pogués apuntar al blanc. Com més alt era el grau d'elevació del canó, més baix era el poder de parada.
Un exemple del gran cost que suposava actualitzar les fortificacions és la ciutat de Siena, que va anar a la fallida en 1544 quan intentava posar al dia les seves muralles.

## Exemples notables

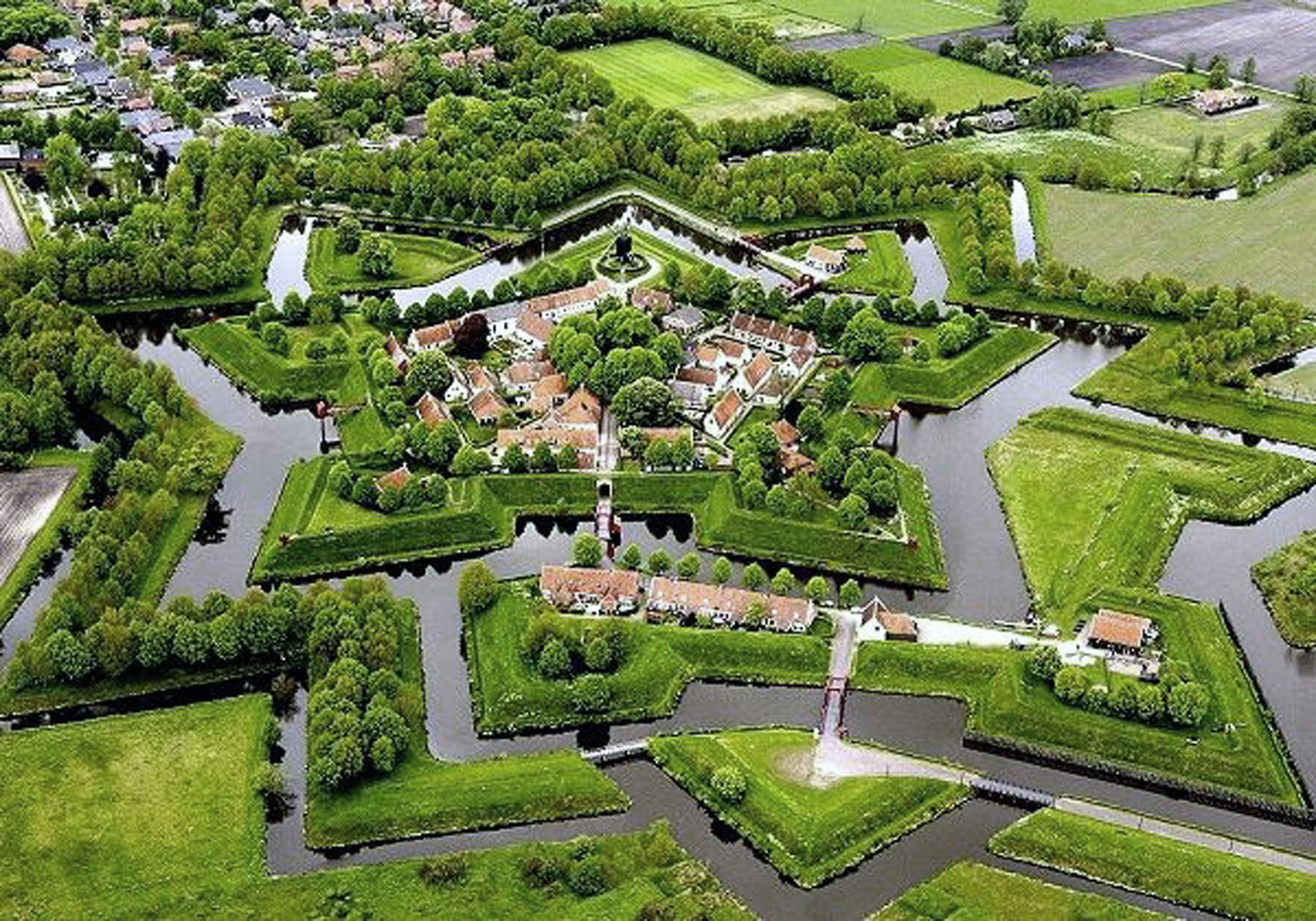
Fortalesa de forma pentagonal, mostra 5 bastions, un a cada un dels seus angles. Fortificació de Bourtange, Províncies Unides, estat de 1740-1750.

El primer exemple clau de la traça italiana va estar al port papal de Civitavecchia, on les muralles originals van ser reduïdes en alçada i eixamplades, ja que la pedra tendia a ser destrossada sota els bombardejos.
La primera batalla important que realment va mostrar l'efectivitat de la traça italiana va ser la defensa de Pisa el 1500 enfront d'un exèrcit combinat de Florència i França durant la Segona Guerra de Nàpols. Les fortificacions medievals originals van començar a fer-se miques amb el foc de canó francès, de manera que els pisans van construir una muralla de terra darrere del sector afectat. Es va descobrir que la muralla en rampa de terra podia ser defensada contra l'escalada i també era molt més resistent al foc de canó que la muralla que havia reemplaçat.
El segon setge va ser el de Setge de Pàdua el 1509 durant la Lliga de Cambrai. Un monjo enginyer, anomenat Fra Giocondo, a qui se li va confiar la defensa de la República de Venècia, va reduir l'altura de les muralles medievals de la ciutat i les va envoltar d'un rasa ampla, la qual podia ser escombrada pel foc lateral de troneres col·locades en una zona baixa en sortints fins a la rasa. En veure que el seu foc de canó només feia un lleu mal a aquestes muralles baixes, els francesos i els seus aliats van fer diversos assalts, sagnants i sense resultats, i posteriorment es van retirar.

## Efectivitat
L'aparició de la traça italiana al principi de l'Europa moderna, i la dificultat que comportava la presa d'aquestes fortificacions, va produir com a resultat un canvi profund en l'estratègia militar. Les guerres es van convertir en una sèrie de llargs setges i les batalles a camp obert es van tornar irrellevants a les regions on hi havia la traça italiana.